# Guiorgui Gabachvili
Guiorgui « Guigo » Gabachvili (en géorgien : გიორგი "გიგო" გაბაშვილი) est un peintre géorgien né le 9 novembre 1862 à Tbilissi et mort le 28 octobre 1936 près de Kobouleti, en Adjarie.

## Biographie

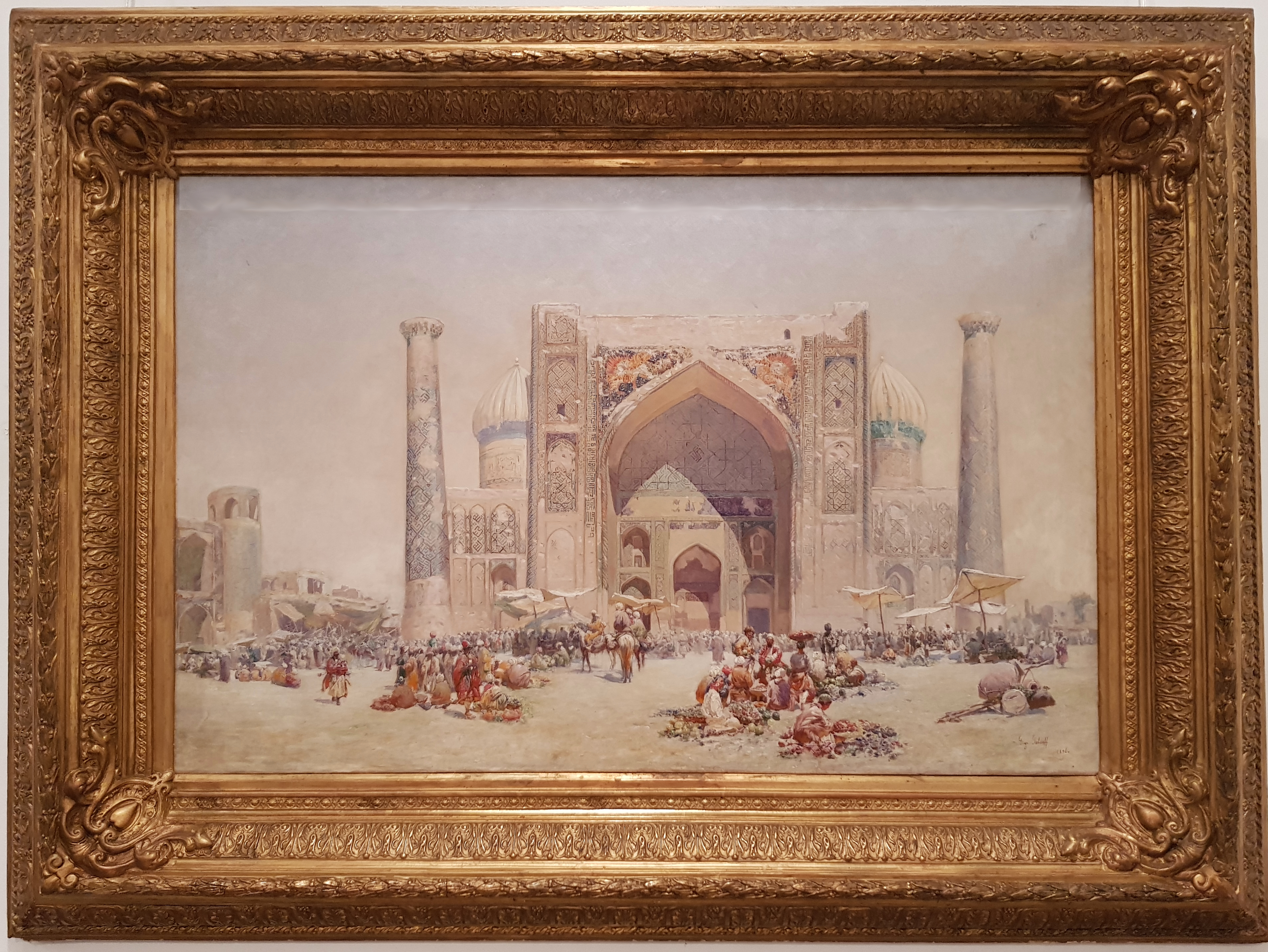
Le Bazar de Samarcade : une des œuvres de Gigo

Né à Tbilissi, Guiorgui étudia à l'académie de Saint-Pétersbourg (1886-1888) et à Munich (1894-1897). Retourné dans son pays d'origine, Guigo fait ses débuts et devient le premier artiste honoré et eu une exposition personnelle à Tbilissi. De 1900 à 1920, il a étudié à l'école d'arts par la Société du Caucase pour les Beaux Arts. Gabachvili fut l'un des fondateurs de l'Académie des Beaux-Arts de Tbilissi (1922) et devient l'artiste du peuple de la RSS de Géorgie (1929). Gabachvili se fait connaître par l'art réaliste. Il meurt le 28 octobre 1936, près de Kobouleti. Il compte parmi ses élèves Hélène Akhvlédiani et Apollon Kutateladze